# Armilde Lheureux
Armilde Louis Ernest baron Lheureux (28 november 1872 - Antwerpen, 24 april 1957) was een Belgisch bankier en kunstmecenas.

## Biografie
Armilde Lheureux was de zoon van een Waalse mijnwerker. Beroepshalve werd hij bankier. Hij was onder meer bestuurder-directeur van de Compagnie commerciale belge. Als kunstmecenas zette hij zich in voor verschillende culturele instellingen. In Antwerpen werd hij consul voor Joegoslavië. In 1934 schonk hij twee aquarellen van Eugeen Van Mieghem aan het museum van Belgrado. Hij schonk ook werken van onder meer James Ensor en Achille Funi aan musea. De werken bevinden zich thans in de collecties van het Koninklijk Museum voor Schone Kunsten Antwerpen, het Museum aan de Stroom en het Musée d'Orsay.
In 1933 werd hij benoemd tot donerend lid en in 1936 werd hij verzocht toe te treden tot de raad van bestuur van de Fondation égyptologique Reine Élisabeth. Aan de Koninklijke Musea voor Kunst en Geschiedenis doneerde hij onder meer een spijkertablet met de brief van Amenhotep III aan Milkili en de Ptolemeïsche houten lijkkist van Horkaoei.
Lheureux werd begraven op het Schoonselhof.

### Eerbetoon
In 1936 werd Lheureux in de erfelijke adel met de persoonlijke titel baron opgenomen.
Een straat in Pâturages draagt zijn naam.